# Làm sao nói về những cuốn sách chưa đọc?

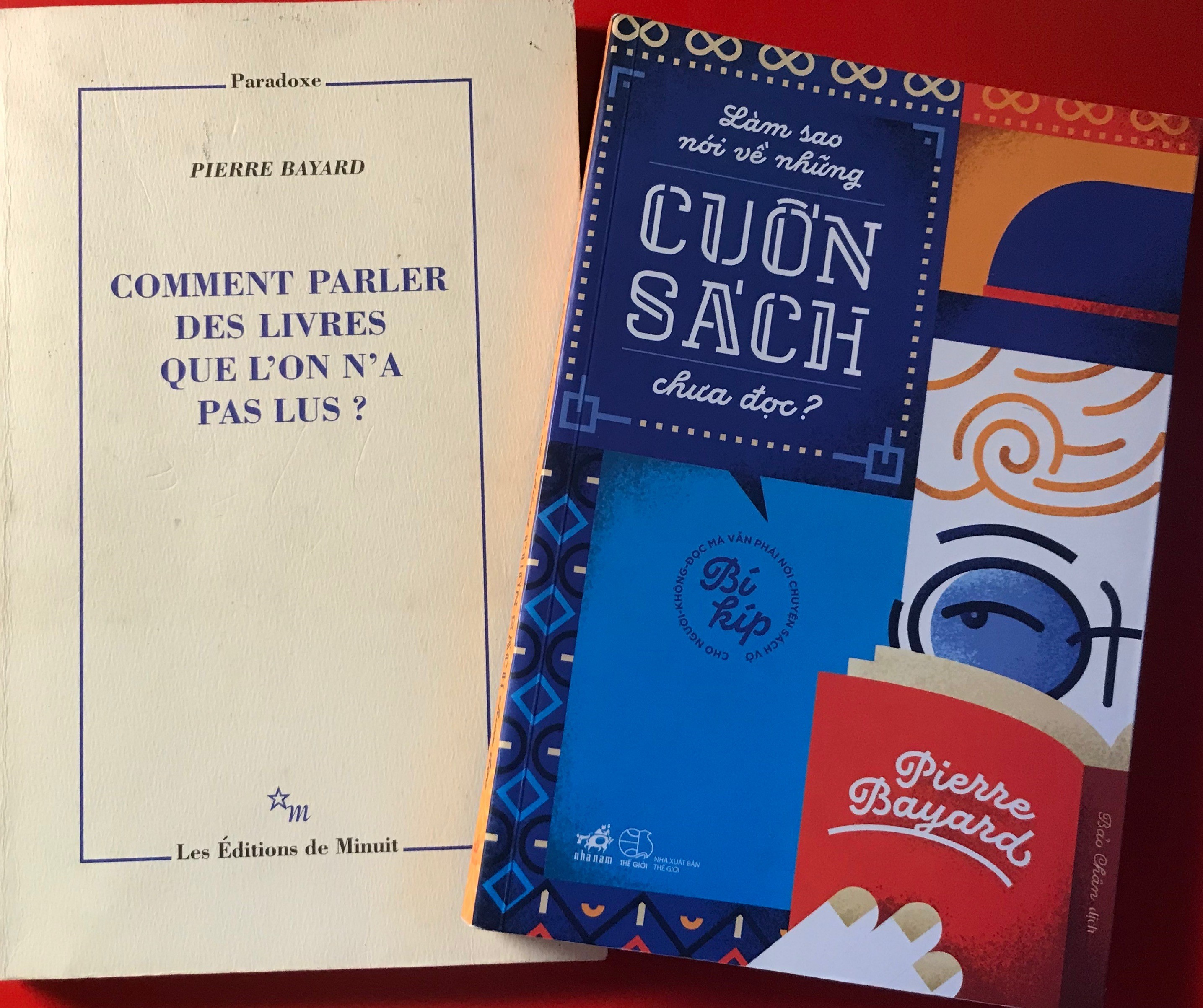
Comment parler des livres que l'on n'a pas lus?

Làm sao nói về những cuốn sách chưa đọc? (tên gốc tiếng Pháp là Comment parler des livres que l'on n'a pas lus?) là một cuốn tiểu luận của tác giả người Pháp Pierre Bayard xuất bản năm 2007 trong bộ sưu tập Paradoxe của NXB Minuit (Pháp). Ngay khi vừa xuất bản ở Pháp, cuốn sách đã thu hút số đông độc giả Pháp và đã trở thành best-seller, sau đó đã được chuyển nhượng bản quyền dịch ở hơn 30 quốc gia trên thế giới.

## Nội dung và ý nghĩa của tác phẩm
Trong một phỏng vấn do Norbert Czarny thực hiện, tác giả Pierre Bayard đã nói: "Nhân vật thủ thư trong tác phẩm của Musil xưng tụng rằng anh ta chẳng bao giờ mở một cuốn sách ra vì anh muốn biết hết tất cả những cuốn sách. Điều quan trọng đối với anh thủ thư là có một cái nhìn tổng thể lên toàn bộ thư viện của mình. Với tôi khái niệm "cái nhìn tổng thể" là cốt lõi để có thể hiểu hết văn hóa. Cái nhìn tổng thể ấy rõ ràng là vấn đề định hướng - thế mà chỉ những người hiểu biết mới hiểu điều này. Ví dụ, người hiểu biết thì ít khi biết rõ chi tiết trong một cuốn sách này hay cuốn sách kia mà biết rõ vị trí chung của cuốn sách trong tổng thể nhiều cuốn sách. Từ đó, sự không biết ở một thời điểm nào đó cũng không mấy quan trọng, bởi vì ta vẫn có thể bổ khuyết sự không biết ấy khi cần thiết. Nói cách khác đối với người hiểu biết, điều quan trọng hơn là sống với sách chứ không phải là đọc sách. Cuốn sách của tôi kêu gọi hãy sống chung với sách chứ không hẳn là khuyến khích sự không-đọc".
Tiểu luận này phân tích việc đọc sách dưới góc độ tâm lý học nhằm giúp chúng ta suy nghĩ về mối quan hệ của ta với sách, về những dạng thức của sự đọc ta có thể có khi phải sống trong một thế giới với vô vàn xuất bản phẩm mỗi ngày. Thông qua quan điểm mới lạ về sự đọc, trong đó có khái niệm không-đọc, tác giả khuyến khích độc giả hãy là một mọt sách thông minh, hãy đừng đếm chữ trong sách, hãy đừng để đầu óc ta ngụp lặn trong vô vàn kiến thức để rồi đánh mất mình trong đó; bởi vì Không-đọc theo nghĩa của Bayard không phải là không đọc mà không để mình bám từng chi tiết, để rồi chỉ có thể tự giới hạn hiểu biết ở một cuốn sách và Đọc theo Bayard không phải là tích lũy số lượng nhiều trang sách/cuốn sách rời rạc mà là nhận biết vị trí một cuốn sách ở đâu trong tổng thể nhiều cuốn sách và mối quan hệ của một cuốn sách với những cuốn sách khác.
Các nhân vật được dẫn làm ví dụ trong cuốn tiểu luận này rất đa dạng, từ anh thủ thư, các nhà văn, triết gia, đến giáo sư đại học, rồi anh phóng viên truyền hình và thậm chí cả một con mèo v.v. Cho dù là người nào làm nghề gì, mức độ gần gũi với sách vở ra sao, tầm quan trọng của sách vở trong công việc của họ ra sao thì cái cốt lõi của việc đọc là tư duy đọc: tư duy tổng quát như anh thủ thư, tư duy kết nối như Valery, tư duy phân tích (chắt lọc để nắm cái cốt lõi) như Montaigne, tư duy loại suy dựa trên "quan điểm của người khác" như viên điều tra Baskerville.... Tóm lại, những con người ấy để tồn tại được lâu dài với sách vở, họ không chỉ đọc mà họ phải tư duy để chinh phục những cuốn sách và xây dựng và mở rộng cái hiểu biết văn hóa. Và quả thực, với số lượng khổng lồ của sách vở tồn tại trên thế giới, đọc không thể nào khác là phải tư duy để có một cái nhìn toàn thể và không bị các chi tiết và số lượng sách vở khổng lồ đè bẹp tư tưởng người đọc.
Thế nhưng, trên hết, sự đọc thật sự đối với Bayard là một quá trình sáng tạo để thoát ra khỏi những chi tiết của cuốn sách. Thế nên, một cuốn sách giống như một điểm tựa, để từ đó ta tiếp nối tư duy của riêng mình để tạo nên một cuốn sách mới. Chẳng phải sao, tác giả vốn nổi tiếng với lý thuyết interventioniste của mình ? Vậy nên, có nhiều phương cách để tiếp cận với sách: biết đọc từ dòng đầu đến dòng cuối nhưng cũng hãy biết đọc lướt một cuốn sách, hãy biết bắt đầu một cuốn sách ngay từ đoạn kết hay đoạn giữa... hãy sáng tạo những phương cách tiếp cận sách để sự đọc là một hứng thú và là quá trình sáng tạo đấy mới chính là người-không-đọc theo định nghĩa của Pierre Bayard.
Những khái niệm chính trong tiểu luận:
- Cái nhìn tổng thể
- Không-đọc
- Thư viện tập thể (tập hợp những cuốn sách phải đọc đại diện cho một nền văn hóa nào đó, hoặc một giới xã hội nào đó)
- Thư viện nội tâm(tập hợp những cuốn sách nội tâm)
- Thư viện ảo (không gian thảo luận nói hoặc viết trao đổi với người khác về những cuốn sách, thư viện ảo là thành phần không cố định của thư viện tập thể của mỗi nền văn hóa);
- Sách màn chắn (khái niệm tạo ra từ khái niệm "ký ức màn chắn" của Sigmund Freud);
- Sách nội tâm (tập hợp những biểu tượng bí ẩn, tập thể hoặc cá nhân, xen vào giữa người đọc và cuốn sách, gây ảnh hưởng lên việc đọc - hiểu cuốn sách. Sách nội tâm tạo khiến những cuốn sách bị biến đổi trong quá trình được đọc);
- Sách ma (là phần nội dung không nắm bắt được mà người đọc nêu lên trong khi bình luận sách, qua thảo luận viết hoặc nói)